# 東京タワーズ
東京タワーズ（The Tokyo Towers）は、ジャイアント馬場と坂口征二が日本プロレス時代に結成していたプロレスのタッグチーム。
209cmの馬場と196cmの坂口という長身レスラー同士による東京タワー級の大型コンビとして、日本とアメリカを股に掛けて活動した。

## 来歴
1967年11月16日、当時アメリカ武者修業に出ていた坂口征二に海外遠征中のジャイアント馬場が合流する形で、カリフォルニア州ベーカーズフィールドにてルーク・グラハム&バロン・シクルナを相手に両者の初タッグが実現。11月18日には同州サンバーナーディーノにてグラハム&ジョン・トロスとも対戦した。日本では、坂口が凱旋帰国を果たした1969年4月開幕の第11回ワールドリーグ戦において初めてコンビを組み、ボボ・ブラジル&クリス・マルコフなどと対戦している。
その後、坂口は再度のアメリカ武者修業に出立。各地を転戦後、1969年12月にハワイ州ホノルルにて再び馬場と合流。12月25日のタンク・モーガン&ジャック・ベンス戦において、現地のプロモーターから「トーキョー・タワー・タッグチーム」と観客に紹介された。これが東京タワーズとしての初戦となり、以降、日本においても「東京タワーズ」が正式なチーム名として定着することとなった。
1970年からは、マルコフ&ターザン・タイラー、ドン・レオ・ジョナサン&ダッチ・サベージ、ネルソン・ロイヤル&ポール・ジョーンズ、ジ・アサシンズ（アサシンA&アサシンB）、ブルート・バーナード&レジー・パークス、アブドーラ・ザ・ブッチャー&ミステリー・ジ・オレゴン（アル・ロメロ）、ブルーノ・サンマルチノ&リップ・タイラーなどのチームと対戦したが、当時は馬場とアントニオ猪木のBI砲が日本プロレスの看板タッグチームだったため、東京タワーズが大きく売り出されることはなかった。
1971年12月、猪木がクーデター未遂事件で日本プロレスを除名され、BI砲が保持していたインターナショナル・タッグ王座もザ・ファンクス（ドリー・ファンク・ジュニア&テリー・ファンク）に移動。猪木に代わる馬場の新パートナーとして坂口が起用されることになり、1972年5月19日、ロサンゼルスのオリンピック・オーディトリアムにおいて東京タワーズがファンクスから王座を奪回する。以降、6月8日に仙台でブラジル&ボビー・ダンカン、7月5日に札幌でキラー・コワルスキー&ムース・ショーラックを相手に防衛戦を行ったが、同月29日に馬場も日本プロレスからの独立を宣言。8月16日、馬場の地元である新潟県三条市でのジミー・バリアント&エル・ソリタリオ戦が、東京タワーズのラストマッチとなった。
インターナショナル・タッグ王座は馬場の返上により9月2日付で空位となった後、12月2日の王座決定戦でブラジル&ジン・キニスキーを破った坂口&大木金太郎が新王者チームに認定された。
戴冠期間は短かったものの、馬場は「日本プロレス時代に戻れたら、また組んでみたいパートナー」として吉村道明と共に坂口の名前を挙げていた。坂口も「馬場さんとのタッグは、やりやすかった。お互いに役目がわかっていたというか。同じようなタイプだから、1+1が2みたいなチームだったと思う」 などと語っている。

## 合体攻撃
ダブル・カウンター・ハイキック
ロープにスローイングした相手に、肩を組んでダブルのビッグ・ブーツを放つ。東京タワーズの代名詞的な技であり、両者の足のサイズとされる馬場の16文と坂口の15文を足して「31文キック」とも呼ばれた。後年、馬場はジャンボ鶴田との師弟コンビ（BJ砲）でも同様の合体攻撃を見せた。

## 獲得タイトル
- インターナショナル・タッグ王座：1回[7]